# Volkswagen Vento
La Volkswagen Vento est une automobile de la marque allemande Volkswagen. Elle a été produite de 1992 à 1998.
Le nom est repris en 2010 en Inde et au Mexique pour désigner une version tricorps de la Volkswagen Polo. En Russie et en Afrique du Sud elle se nomme Polo sedan.

## Vento (1992-1998)

### Caractéristiques techniques
La Volkswagen Vento est une version tricorps de la Volkswagen Golf III.

#### Essence
- 1,4 40 kW/55 ch
- 1,4 44 kW/60 ch
- 1,6 55 kW/75 ch
- 1,6 74 kW/100 ch
- 1,8 55 kW/75 ch
- 1,8 66 kW/90 ch
- 2,0 85 kW/115 ch
- 2,8 VR6 128 kW/174 ch

#### Gazole

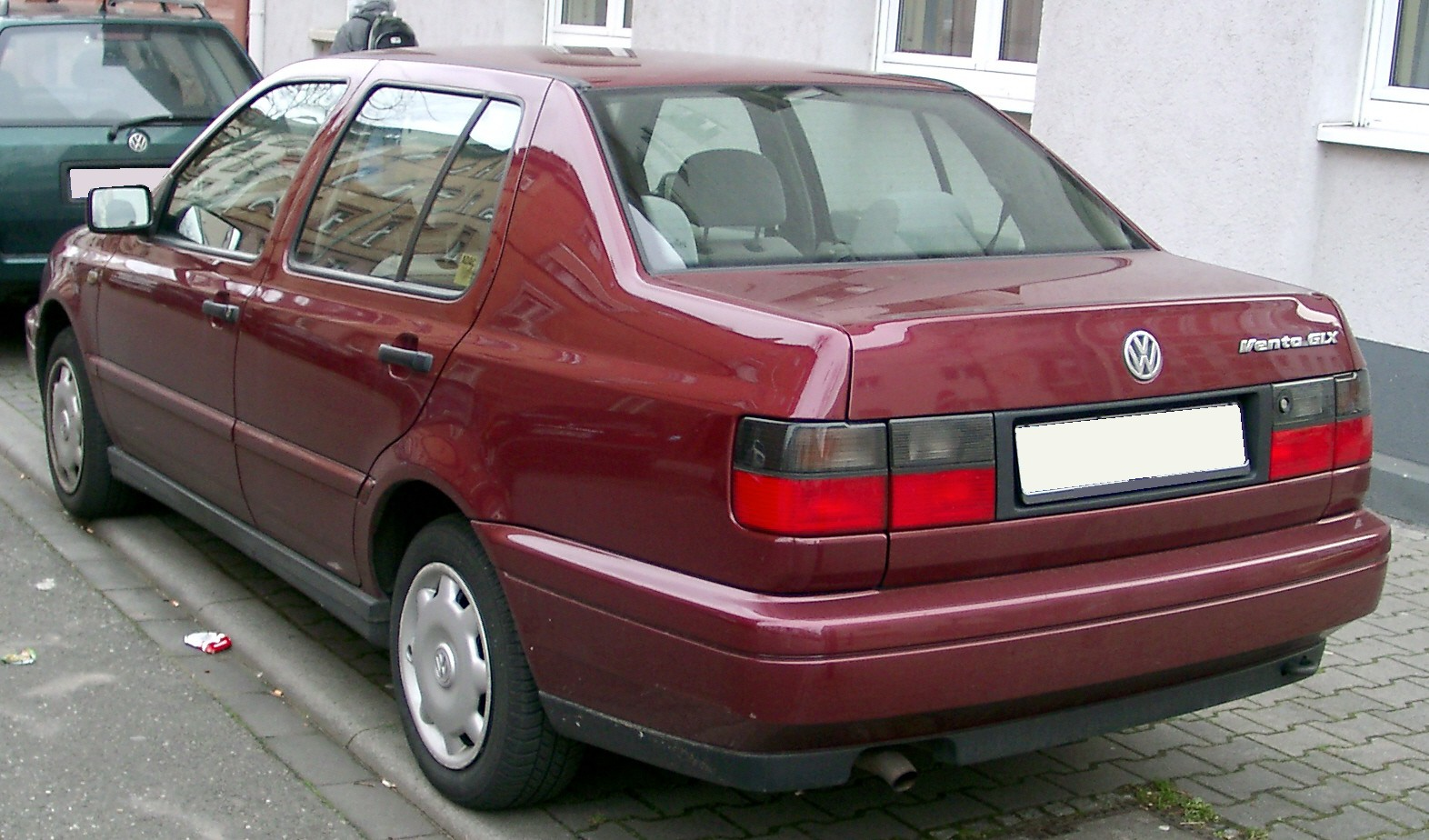
L'arrière de la Vento (ici en finition GLX).

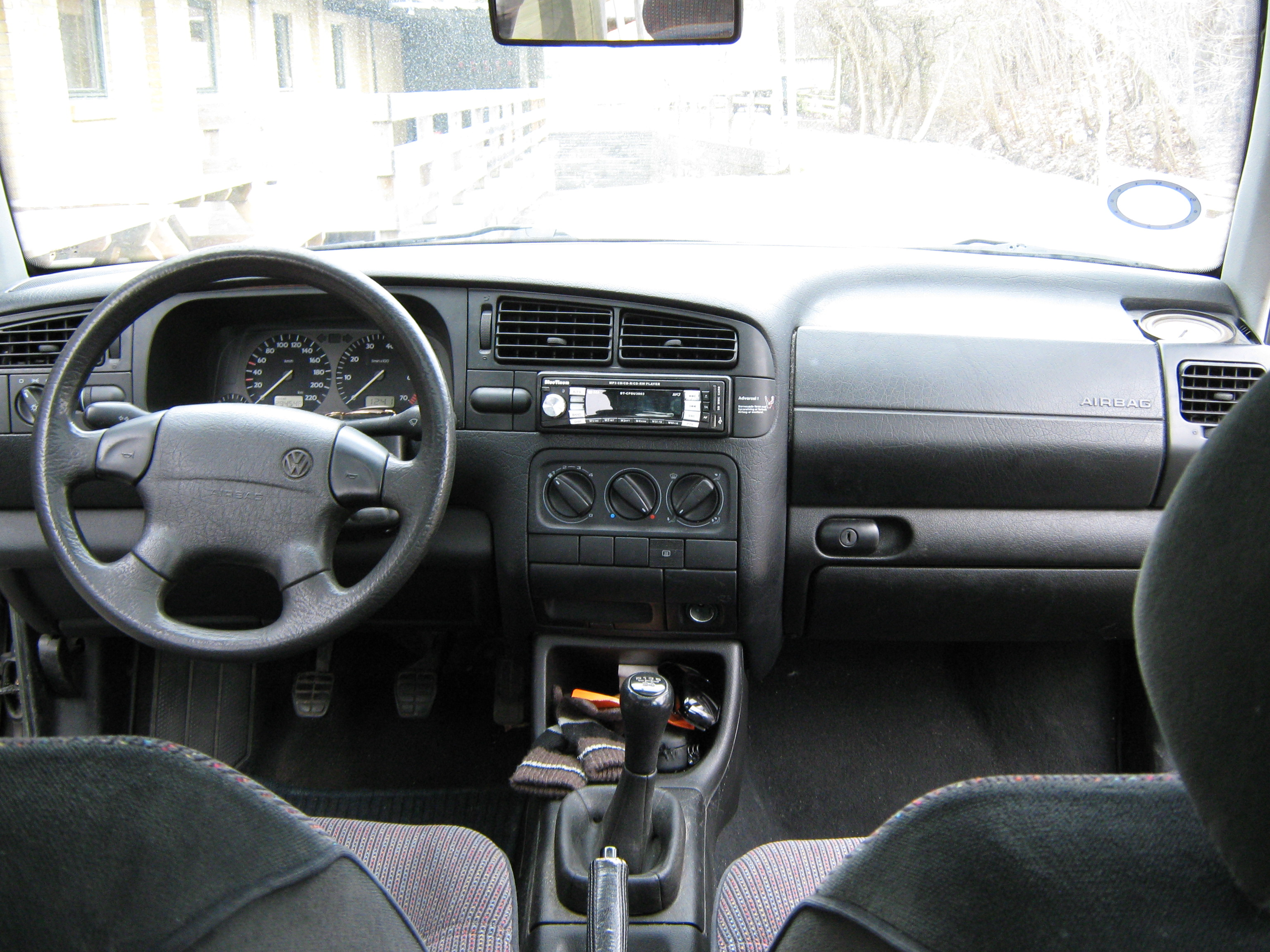
Intérieur de la Vento phase 1

- 1,9 D 47 kW/64 ch
- 1,9 SDI 47 kW/64 ch
- 1,9 TD 55 kW/75 ch
- 1,9 TDI 66 kW/90 ch
- 1,9 TDI 81 kW/110 ch

## Vento (2010-2022)

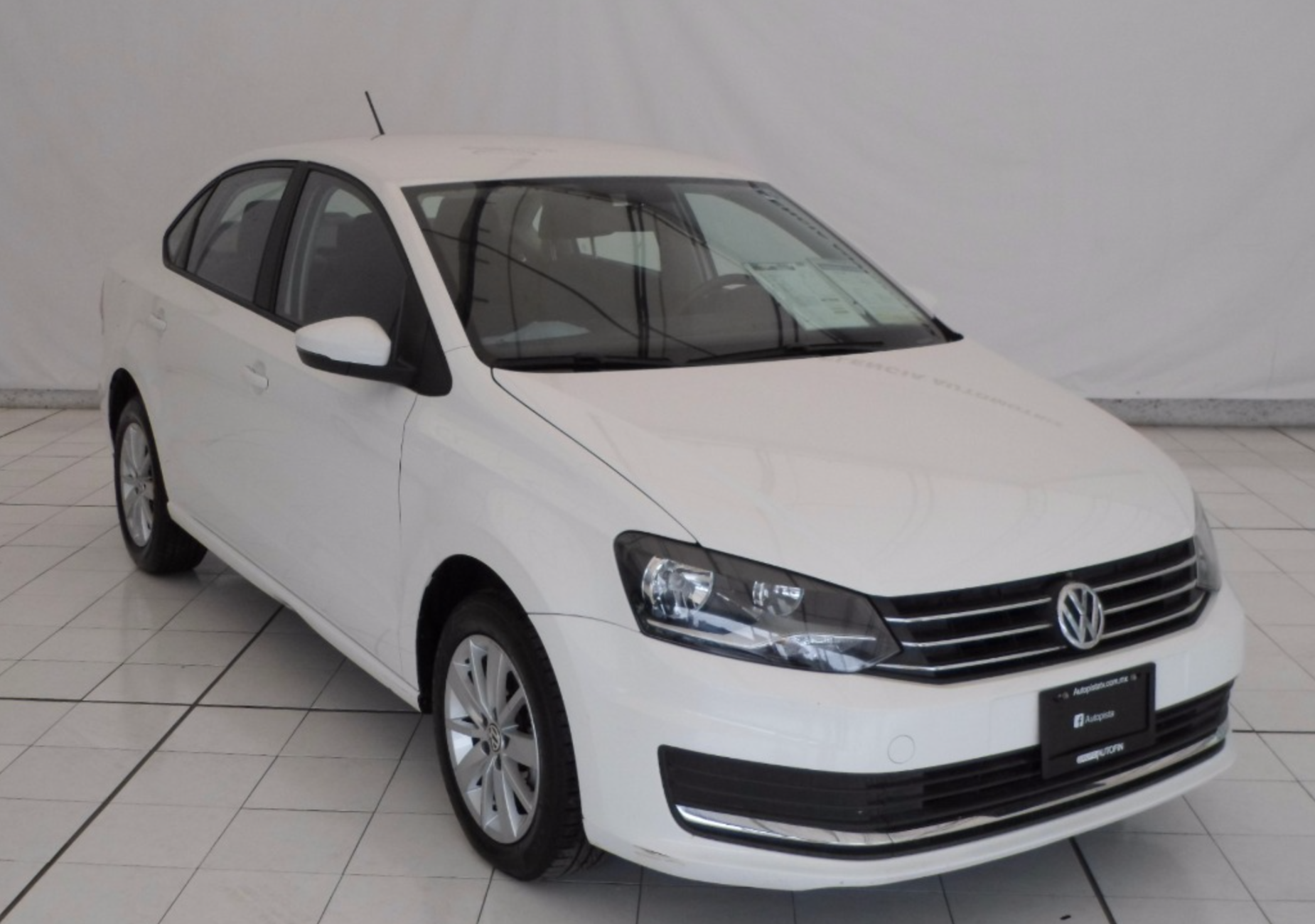
vento

La Volkswagen Vento est une voiture produite par Volkswagen, en Inde, depuis 2010. C'est une version tricorps de la Volkswagen Polo avec un empattement étiré, développée spécialement pour les marchés émergents.
Elle dispose d'une version GLI plus sportive et luxueuse et une version de course. Elle fut légèrement restylée en 2015. En Amérique du Sud la Vento n'est qu'une Jetta rebadgée. En 2018, en Inde, sort la Vento Sport, une série spéciale disponible avec des rétroviseurs en carbone, un spoiler, des vitres teintées et un équipement supérieur.